# Raygrantita
La raygrantita és un mineral de la classe dels sulfats, que pertany al grup de la iranita. Rep el nom pel Dr. Raymond W. Grant (25 d'octubre de 1939), professor jubilat de geologia, fundador i conservador del Museu Mineral i de Geologia de Pinal, fundador i president de la Pinal Gem & Mineral Society, entre d'altres.

## Característiques
La raygrantita és un sulfat de fórmula química Pb10Zn(SO₄)₆(SiO₄)₂(OH)₂. Va ser aprovada com a espècie vàlida per l'Associació Mineralògica Internacional l'any 2013, i la primera publicació data del 2017. Cristal·litza en el sistema triclínic. La seva duresa a l'escala de Mohs és 3.
Els exemplars que van servir per a determinar l'espècie, el que es coneix com a material tipus, es troben conservats a les col·leccions del Museu mineral de la Universitat d'Arizona, a Tucson, amb el número de catàleg: 19345; i al projecte rruff, amb el número de dipòsit: r120151.

## Formació i jaciments
Va ser descoberta a la mina Evening Star, situada al mont Belmont, dins el districte miner d'Osborn, al comtat de Maricopa (Arizona, Estats Units). Es tracta de l'únic indret de tot el planeta on ha estat descrita aquesta espècie mineral.